# Rosienie
Rosienie (lit. Raseiniai wymowaⓘ, żmudz. Raseinē) – miasto na Litwie, w okręgu kowieńskim, siedziba rejonu rosieńskiego.
Rosienie leżą nad rzeką Hosienką, 76 km na północny zachód od Kowna.
Miejsce obrad sejmików ziemskich Księstwa Żmudzkiego od XVI wieku do pierwszej połowy XVIII wieku.		
W mieście rozwinął się przemysł mleczarski.

## Historia
Były stolicą jednego z traktów Księstwa Żmudzkiego. Od strony zachodniej miasta ciągnie się rozległa równina, zwana Stany, niegdyś pole obozującej podczas sejmików i pospolitego ruszenia szlachty księstwa żmudzkiego. Na niej kilka kilometrów od miasta widać kopce sypane, zwane kołmie. Są to zabytki dawnych warowni, pochodzących prawdopodobnie z czasów skandynawskich z IX wieku. Tę starożytną osadę wzmiankowano w dziejach od roku 1253.
W roku 1416–1421 książę Witold ufundował kościół (jeden z pierwszych na Żmudzi). Obecny kościół ufundował biskup żmudzki Jerzy Tyszkiewicz w 1636.
Klasztor dominikanów w stylu renesansowo-barokowym ufundowali przy kościele parafialnym w 1645 bracia Mikołaj (ciwun ejragolski, pisarz Wielkiego Księstwa Litewskiego) oraz Adam Stankiewicz-Billewicz (ciwun twerski). Władze rosyjskie zamknęły go w 1884, dominikanie odzyskali go w 1935 i stanowi ich centrum litewskiej prowincji zakonu.
Pod koniec XIX wieku oprócz parafialnego kościoła dominikanów znajdowały się tu jeszcze kościół ewangelicki i prawosławna cerkiew Świętej Trójcy, a także dwie synagogi (z 12 tysięcy mieszkańców w owym czasie połowa była wyznania mojżeszowego); przedtem byli tu także karmelici i pijarzy.
Rosienie było w przeszłości stolicą starostwa rosieńskiego (zarówno grodowego, jak i niegrodowego, czyli miejskiego i ziemskiego) o powierzchni 5687 wiorst kwadratowych (według miar z roku 1900, tzn. ok. 6,6 tys. km²), później powiatu rosieńskiego zamieszkanego pod koniec XIX wieku przez 184 tysięcy osób.
Prawdopodobnie w Rosieniach urodził się w 1775 Jakub Szymkiewicz – polski lekarz, członek honorowy Uniwersytetu Wileńskiego, członek Towarzystwa Warszawskiego Przyjaciół Nauk, filantrop i pisarz.
Podczas Operacji Barbarossa w pobliżu Rosieni rozegrała się bitwa, zakończona zwycięstwem Niemców, podczas której pojedynczy radziecki czołg KW-2 przez cały dzień powstrzymywał natarcie niemieckiej 6 Dywizji Pancernej.
Podczas okupacji hitlerowskiej 30 czerwca 1941 roku Niemcy utworzyli getto dla żydowskich mieszkańców. Przebywało w nim około 2000 osób. 27 sierpnia 1941 roku Niemcy zlikwidowali getto, a Żydów wywieziono do klasztoru Biliunu Dvaras i następnie zamordowano.

## Miasta partnerskie
- Mława  Polska
- Lubartów  Polska